# Desastre ferroviário de Peraliya
O desastre ferroviário de Peraliya é o maior desastre ferroviário único na história do mundo em número de mortos, com mais 1,7 mil vítimas fatais. Ocorreu quando um trem de passageiros lotado (Samudradevi, Rainha do Mar) foi destruído em uma ferrovia costeira no Sri Lanka por um tsunami que se seguiu ao terremoto de 2004 no Oceano Índico . O tsunami subsequentemente causou mais de 30 mil mortes e bilhões de rúpias em danos materiais nas áreas costeiras do Sri Lanka.

## Trem
O trem nº 50 Matara Express era um trem regular que operava entre as cidades de Colombo e Galle. A rota percorre a costa sudoeste do Sri Lanka e em Telwatta, apenas cerca de 200 metros longe do litoral. No domingo, 26 de dezembro de 2004, durante o feriado budista da lua cheia e o fim de semana do feriado de Natal, ele deixou a Estação Forte de Colombo pouco depois das 6h50 com mais de 1,5 mil passageiros pagos e um número desconhecido de passageiros não pagos, incluindo aqueles com passes de viagem e autorizações de viagem do governo.

## Tentativas de parar o trem
A estação de monitoramento sísmico do Sri Lanka em Pallekele registrou o terremoto em minutos, mas não considerou possível que um tsunami chegasse à ilha.  Quando os relatórios do tsunami chegaram pela primeira vez ao escritório de despacho em Maradana, as autoridades conseguiram parar oito trens que circulavam na Linha Costeira, mas não conseguiram chegar ao Expresso Matara.
Os esforços para parar o trem em Ambalangoda falharam porque todo a equipe da estação estava ajudando com o trem e ninguém estava disponível para atender o telefone até que o trem partisse. As tentativas de alcançar a equipe das estações mais ao sul falharam porque eles fugiram ou foram mortos pelas ondas.

## Ondas do tsunami
Às 9h30, no vilarejo de Peraliya, perto de Telwatta, surgiu na praia a primeira das ondas gigantescas levantadas pelo terremoto. O trem parou quando a água subiu ao seu redor e um alarme soou para alertar a população sobre o aumento do nível da água. Centenas de moradores locais, acreditando que o trem estava seguro nos trilhos, subiram no topo dos vagões para evitar serem arrastados. Outros ficaram atrás do trem, esperando que ele os protegesse da força da água. A primeira onda inundou os vagões e causou pânico entre os passageiros. Dez minutos depois, uma onda enorme pegou o trem e o esmagou contra as árvores e casas que ladeavam a linha, esmagando aqueles que buscavam abrigo atrás dela.
Os oito vagões estavam tão cheios de pessoas que as portas não puderam ser abertas enquanto se enchiam de água, afogando quase todos lá dentro enquanto a água arrastava destroços. Os passageiros no topo do trem foram atirados para longe dos vagões e a maioria se afogou ou foi esmagada pelos escombros. A locomotiva #591 Manitoba percorreu 100 metros, parando em um pântano. Tanto o engenheiro Janaka Fernando quanto o assistente Sivaloganathan morreram em seus postos de trabalho. Estimativas baseadas no estado da costa e em uma marca de maré alta em um prédio próximo colocam a altura do tsunami em 7,5 a 9 metros acima do nível do mar e 2 a 3 metros mais maior que o topo do trem.

## Vítimas
Devido à enorme escala do desastre do tsunami, as autoridades locais não conseguiram lidar com a devastação e os serviços de emergência e os militares ficaram tão sobrecarregados que o resgate imediato não foi possível. Na verdade, por várias horas as autoridades do Sri Lanka não tinham ideia de onde o trem estava, até que foi localizado por um helicóptero do exército por volta das 16h. Os serviços de emergência locais foram destruídos e demorou muito para que a ajuda chegasse. Dezenas de pessoas gravemente feridas no desastre morreram nos destroços durante o dia e muitos corpos não foram recuperados por mais de uma semana. Algumas famílias chegaram à área determinadas a encontrar seus parentes por conta própria. Uma equipe forense de Colombo fotografou e tirou as impressões digitais dos corpos não reclamados no Hospital Batapola para que os registros pudessem ser armazenados e examinados depois que os corpos fossem enterrados.
De acordo com as autoridades do Sri Lanka, apenas cerca de 150 pessoas no trem sobreviveram. O número de mortos estimado foi de pelo menos 1,7 mil pessoas e provavelmente mais de 2 mil, embora apenas cerca de 900 corpos tenham sido recuperados, pois muitos foram arrastados para o mar ou levados por parentes. A cidade de Peraliya também foi destruída, perdendo centenas de cidadãos e quase dez edifícios para as ondas. Baddegama Samitha, um monge budista, ajudava a realizar ritos fúnebres junto com seus alunos. Mais de 200 dos corpos recuperados não foram identificados ou reivindicados e foram enterrados três dias depois em uma cerimônia budista perto da linha férrea destruída.

## Consequências
As cerimônias do primeiro aniversário do desastre foram realizadas na cidade reconstruída ao lado da ferrovia reparada, que ainda opera um serviço Colombo-to-Galle, empregando o mesmo guarda, W. Karunatilaka, que estava no trem e sobreviveu ao desastre. A locomotiva # 591 Manitoba e dois dos vagões danificados foram recuperados e reconstruídos. Uma onda foi adicionada à pintura da locomotiva como um memorial. A locomotiva e os vagões reconstruídos retornaram a Peraliya em 26 de dezembro de 2008, e todos os anos desde então, para participar de uma cerimônia religiosa e um memorial, realizado para lembrar aqueles que perderam suas vidas.